# Juanda International Airport
Juanda International Airport (engelska: Bandar Udara Internasional Juanda, Surabaya Airport) är en flygplats i Indonesien.   Den ligger i provinsen Jawa Timur, i den västra delen av landet, 700 km öster om huvudstaden Jakarta. Juanda International Airport ligger 3 meter över havet.
Terrängen runt Juanda International Airport är mycket platt. Havet är nära Juanda International Airport åt sydost.  Närmaste större samhälle är Surabaja, 15,0 km norr om Juanda International Airport. 